# Razimie Ramlli
Razimie Ramlli (Batang Mitus, Brunéi; 6 de agosto de 1990) es un futbolista de Brunéi que juega en la posición de delantero centro con el MS ABDB de la Superliga de Brunéi desde el año 2025.

## Carrera

### Club
| Periodo   | Club       |
| --------- | ---------- |
| 2015–2019 | MS ABDB    |
| 2019–2024 | DPMM FC    |
| 2024      | DPMM FC II |
| 2025–     | MS ABDB    |

### Selección nacional
Razimie fue convocado con Brunéi en octubre de 2016 para jugar en clasificación para la AFF Suzuki Cup 2016 y para la Copa Solidaridad de la AFC 2016. Junto a Baharin Hamidon, fueron la sorpresa de la comvocatoria ya que usualmente convocaban jugadores del Brunei DPMM y el Tabuan Muda. Debutó el 21 de octubre de 2016 en la derrota por 3-4 ante Laos, partido en el que anotó el tercer gol.
En abril de 2018 fue escogido como refuerzo para Brunéi sub-23 por el Hassanal Bolkiah Trophy. Entró de cambio en la derrota por 0–1 ante Timor Oriental. Después entró de cambio en la victoria por 1–0 sobre Timor Oriental en el Hassanal Bolkiah National Stadium el 8 de septiembre de 2018.
Al año siguiente Razimie fue convocado para jugar en la clasificación de AFC para la Copa Mundial de Fútbol de 2022 en junio. Fue titular en los dos partidos y anotó en la victoria por 2–1 ante Mongolia, pero Brunéi perdió 2–3 en el marcador global.
Después de la pandemia de COVID-19 que mantuvo inactivo a Brunéi por tres años, Razimie fue convocado para cuatro partidos amistosos en 2022. El primero fue una derrota por 2-3 ante Laos en Vientián el 27 de mayo. Dos meses después fue titular en la derrota por 0-4 ante Malasia en el Bukit Jalil Stadium. En septiembre jugó en la derrota por 0–3 ante Maldivas y entró de cambio en la victoria por 1–0 sobre Laos.
El 5 de noviembre anotó dos goles en la victoria por 6–2 sobre Timor Oriental por la clasificación al AFF Championship 2022. También jugó en la derrota por 0-1 pero avanzó en el global por 6–3. Razimie jugó en los cuatro partidos de Brunéi en el Campeonato de la AFF 2022 donde anotó un gol en la derrota por 1-5 ante Filipinas.
En noviembre de 2024 Razimie fue convocado por el entrenador Vinícius Eutrópio para el partido ante Rusia en Krasnodar que terminó con derrota por 0-11.

## Logros
- Brunei Super League (4): 2015, 2016, 2017-18, 2018-19
- Copa FA de Brunéi (3): 2015, 2016, 2022
- Sumbangsih Cup (2): 2016, 2017
- Liga Premier de Singapur: 2019